# Rysslands delrepubliker
Ryssland har 21 delrepubliker. En delrepublik är en administrativ enhet över ett geografiskt område som styrs av ett delstatsparlament (duma) och en president (prezident). Se även Rysslands federationssubjekt.

## Lista över delrepubliker
| 1. Adygeiska republiken 2. Altaj 3. Basjkirien 4. Burjatien 5. Dagestan 6. Ingusjien 7. Kabardinien-Balkarien | 8. Kalmuckien 9. Karatjajen-Tjerkessien 10. Karelen 11. Komi 12. Marij El 13. Mordvinien 14. Sacha (Jakutien) | 15. Nordossetien 16. Tatarstan 17. Tuva 18. Udmurtien 19. Chakassien 20. Tjetjenien 21. Tjuvasjien |

## Källa
- Saunders, Robert A.; Strukov Vlad (2010) (på engelska). Historical dictionary of the Russian Federation [Elektronisk resurs]. Historical dictionaries of Europe ; 78. Lanham, Md.: Scarecrow Press. Libris 12078858. ISBN 9780810874602